# Ossario di Hartberg
L'ossario di HartBerg è un importante edificio tardo romanico ad Hartberg in Stiria.

## Storia
Fu costruito nella seconda metà del XII secolo ed ampliato a metà del XIII secolo. La chiesa parrocchiale è stata edificata in più fasi. Il presbiterio romanico fu ampliato nel periodo tardo gotico e la navata centrale fu costruita all'inizio del XVI secolo. Dopo un incendio nel 1715, fu eseguita un'ampia conversione e ricostruzione (1745-1760) e la chiesa assunse in gran parte l'aspetto attuale.

## Architettura

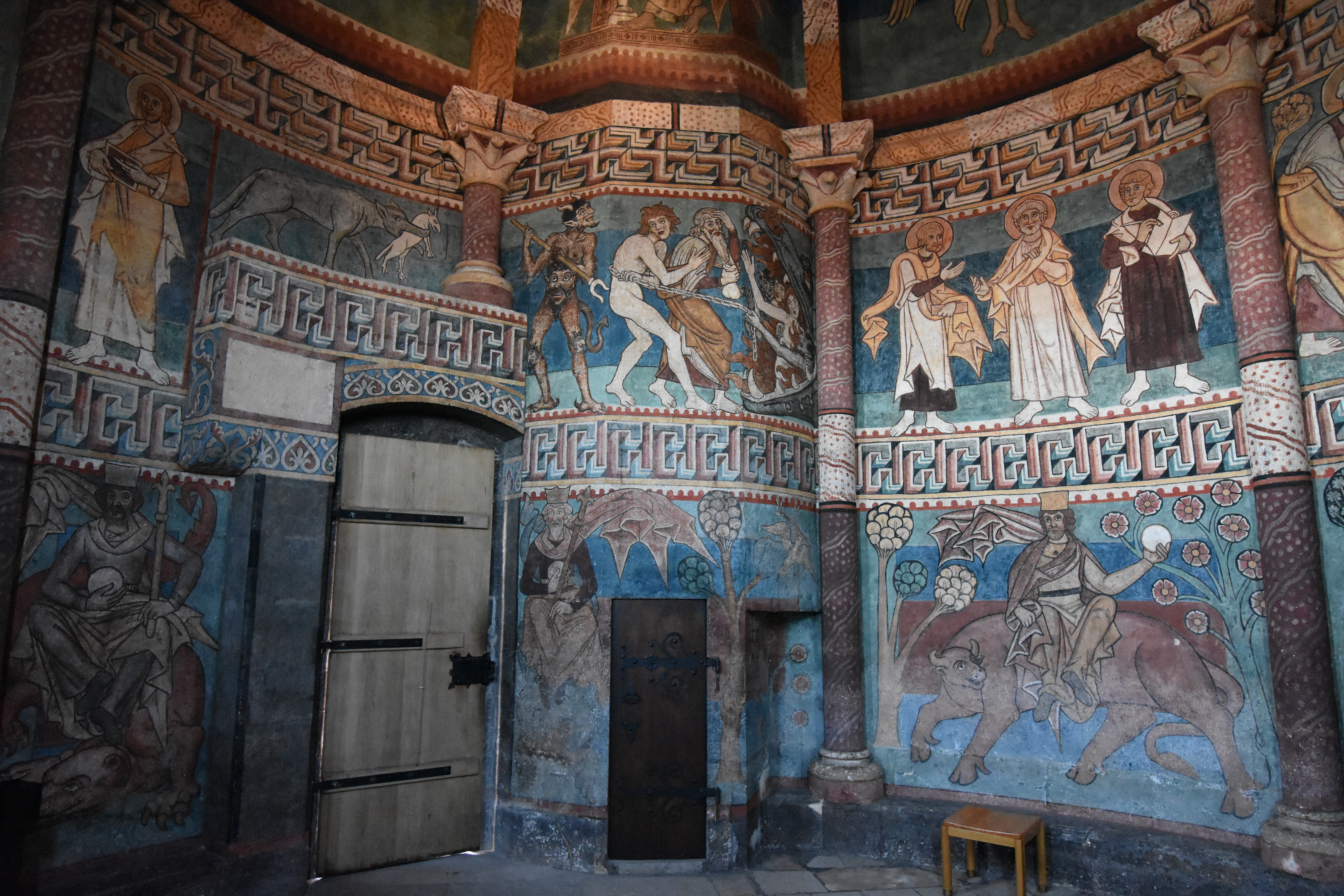
L'interno dell'ossario

L'ossario di HartBerg risale alla seconda metà del XII secolo. Si tratta di un edificio circolare a due piani con tetto conico e copertura in tegole. La muratura a bugnato è costituita da calcare a conchiglia locale. Al piano superiore si trova l'aula della cappella con abside a 3/4 affrescata. Il diametro della sala principale è di 6,6 metri e quello dell'abside è di 4 metri. La stanza principale, una cappella di Michele, è alta 7 m, il tetto conico è alto 8 m, l'ossario si trova nel seminterrato. Secondo un'iscrizione sopra il portale, l'ossario fu costruito nel 1167.
L'ossario fu ampiamente ristrutturato tra il 1889 e il 1894; fu aggiunta la scala esterna e furono scoperti e integrati gli affreschi interni (del 1200 circa). Il carattere del colore originale è stato in gran parte distrutto e sono stati aggiunti elementi che non esistevano nell'originale (ad es. Bocca dell'Inferno). Tra le "nuove creazioni" del restauratore Theophil Melicher ci sono: La volta, per lo più il re a cavallo, il re sul drago, il re sulla balena, la colomba con il ramo nel becco, Cristo e l'apostolo Giovanni, il diavolo, guidando un uomo nudo e Giuda nelle bocche dell'inferno. Non è chiaro se gli affreschi siano una rappresentazione allegorica dei sette peccati capitali o una visione dei quattro regni di Daniele.